# Colonia Melchor Ocampo
Colonia Melchor Ocampo är en ort i Mexiko.   Den ligger i kommunen La Piedad och delstaten Michoacán de Ocampo, i den centrala delen av landet, 300 km väster om huvudstaden Mexico City. Colonia Melchor Ocampo ligger 1 706 meter över havet och antalet invånare är 445.
Terrängen runt Colonia Melchor Ocampo är huvudsakligen platt, men västerut är den kuperad. Runt Colonia Melchor Ocampo är det ganska tätbefolkat, med 104 invånare per kvadratkilometer. Närmaste större samhälle är La Piedad Cavadas, 4,9 km väster om Colonia Melchor Ocampo. Trakten runt Colonia Melchor Ocampo består till största delen av jordbruksmark.